# Sony Cyber-shot DSC-HX20V
DSC-HX9V DSC-HX50V

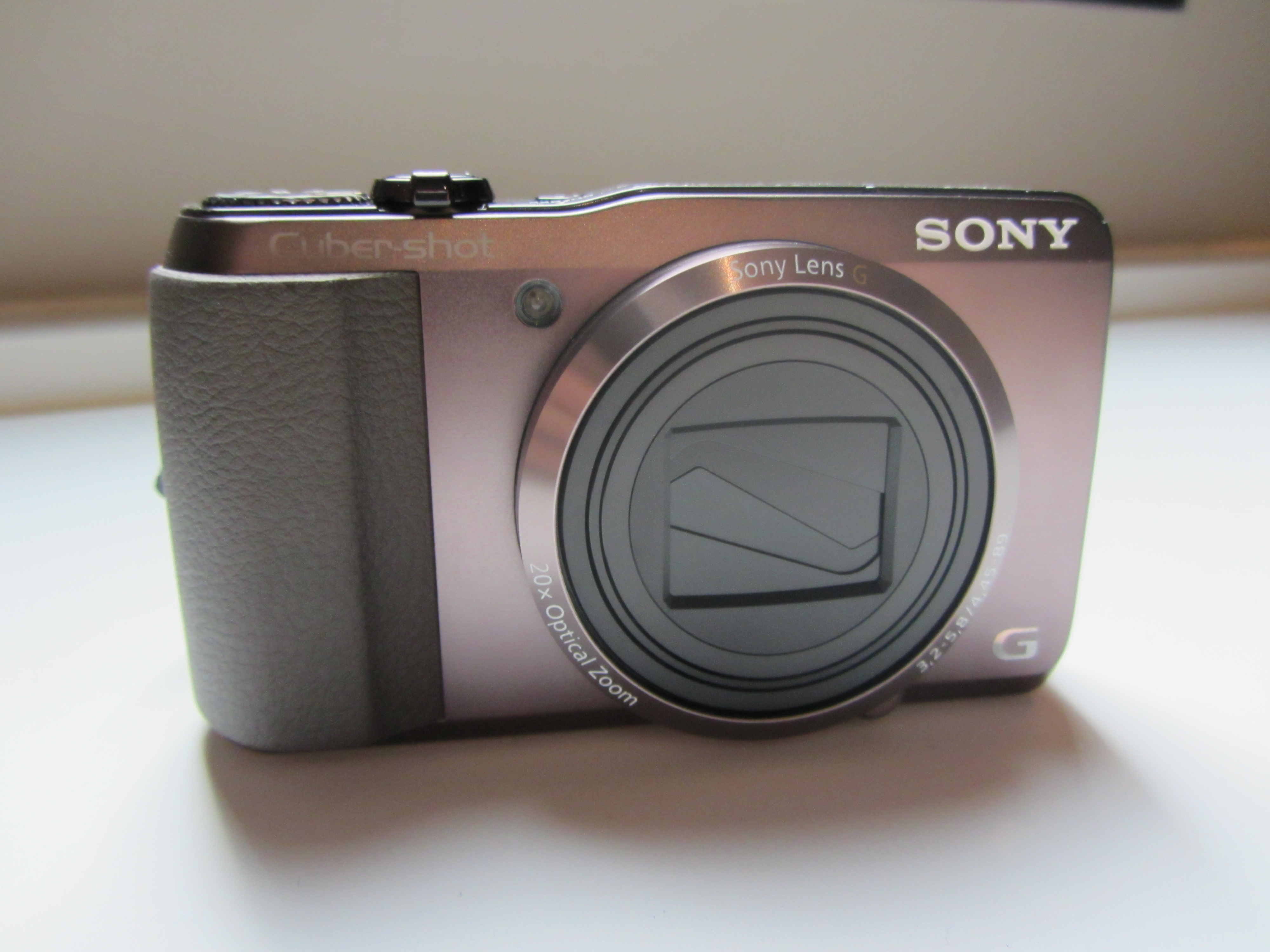
DSC-HX20V, coloris chocolat.

Le Cyber-shot DSC-HX20V est un appareil photographique numérique de type compact gros-zoom fabriqué par Sony et sorti en avril 2012.
Il fait partie de la gamme "haute performances" de Sony, dont il a constitué le haut gamme 2012-2013 (en remplacement du DSC-HX9V). Il est remplacé en 2013 par le DSC-HX50V.

## Présentation

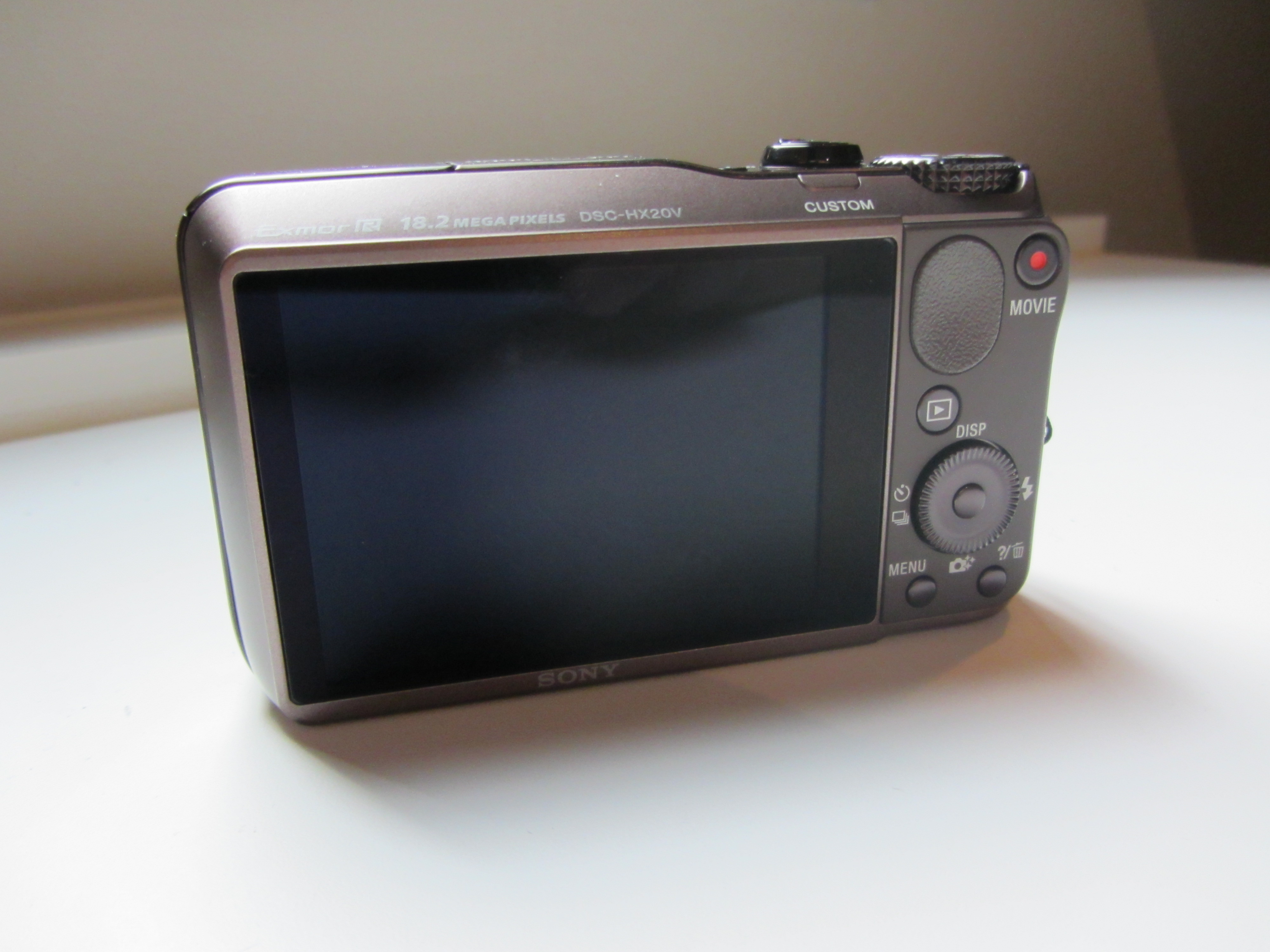
Écran du DSC-HX20V.

L'appareil offre une définition maximum de 18,2 mégapixels, et possède un zoom optique de 20x, le tout pour des dimensions de 61,9 × 106,6 × 34,6 mm.
Son système de prise de vues propose neuf modes : auto intelligent, automatique supérieur, programme auto (avec paramètres réglables), prise de vue expo manuelle, i-panorama par balayage, mode film AVCHD, prise de vue 3D (avec panorama par balayage possible), portrait avec flou de profondeur et sélection de scène. Ce dernier mode gère 14 scènes spéciales afin d'améliorer les prises de vues (peau douce, flou artistique, anti-flou de mouvement, paysage, correction contre jour HDR, portrait de nuit, scène de nuit, crépuscule sans trépied, sensibilité élevée, gastronomie, animal domestique, plage, neige, feu d'artifice et prise de vue avancée sports).
Il possède des fonctions "détection des visages" et "détection de sourires" qui permettent à l'appareil de faire le point de manière automatique sur les visages et de garantir leur netteté. L’ajustement de l'exposition est automatique et permet également un mode manuel avec un ajustement dans une fourchette de ±2.0 par paliers de 0,33 EV.
La balance des blancs se fait de manière automatique (intelligent) avec des options pré-réglées (lumineux, nuageux, fluorescent1, fluorescent2, fluorescent3, incandescent, flash, réglage par poussoir, ensemble de réglage par poussoir, balance des blancs). Son flash incorporé et rétractable automatiquement a une portée effective de 0,4 à 7,1 m (iso auto) et dispose de la fonction atténuation des yeux rouges et d'un dispositif d'éclairage AF. L'appareil propose également un système GPS ainsi qu'un compas qui permettent de géolocaliser et orienter les prises de vues.

## Caractéristiques
- Capteur CMOS BSI 1/2,3 pouces (7,76 mm) - définition : 18,2 millions de pixels
- Zoom optique : 20x, haute résolution 40x, numérique jusqu'à 204x
  - Distance focale équivalence 89 mm : 25–500 mm
  - Stabilisateur optique Steady Shot
- Vitesse d'obturation : iAuto : 4" à 1/1600 seconde - Auto : 1/1 à 1/1600 seconde
- Sensibilité : ISO 100 à ISO 3200 (iAuto), ISO 100 à ISO 12800 (Auto supérieur)
- Panorama 2D : 7152 × 1080, 4912 × 1080, 3424 × 1920, HR 10480 × 4096 au format JPEG
- Panorama 3D : 7152 × 1080, 4912 × 1080, 4912 × 1920, 3424 × 1920, 1920 × 1080
- Définition vidéo : 1 920 × 1 080, 50p, env. 28 Mbit/s ; 1920 × 1080, 50i, env. 24 Mbit/s ; 1920 × 1080, 50i, env. 17 Mbit/s ; 1 440 × 1 080, 25 ips, fine : env. 12 Mbit/s ; 1 280 × 720, 50i, fine : env. 9 Mbit/s ; 1 280 × 720, 30 ips, standard : env. 6 Mbit/s ; 1 280 × 720, 25 ips, fine : env. 6 Mbit/s ; 640 × 480, 25 ips, env. 3 Mbit/s
- Stockage : Carte SD, SDHX/SDXC, Micro SD, Micro SDHC, Memory Stick Duo, Memory Stick Pro Duo, Memory Stick Pro Duo High Speed et Memory Stick Pro HG Duo, Memory Stick Micro, mémoire interne : 105 Mo
- Connectique : Micro USB, USB 2.0, Mini HDMI

- Écran LCD de 3 pouces (7,5 cm) - matrice active TFT de 921600 points
- Batterie propriétaire rechargeable lithium-ion NP-BG1 et chargeur
- Poids : 221 g
- Finition : noir ou chocolat

## Récompenses
Il a été désigné "best product 2012-2013 compact camera" par l'EISA et "Ideal pocket camera" par Amateur Photographer. Il est également désigné "Oscar_5" par Chasseur d'images.